# Westbury, Shropshire
Westbury är en civil parish i Storbritannien.   Den ligger i grevskapet Shropshire i riksdelen England, i den södra delen av landet, 230 km nordväst om huvudstaden London. Antalet invånare är 1 352.